# Aenne Burda
Aenne Burda (Offenburg, Baden-Wurtemberg, 28 de juliol de 1909 - íd., 3 de novembre de 2005), nascuda Anna Magdalene Lemminger, va ser una editora alemanya del Grup Burda, un grup de mitjans amb seu a Offenburg i Múnic, Alemanya. Va ser un dels símbols del miracle econòmic alemany.

## Biografia
Aenne Burda va néixer a Offenburg, Imperi Alemany. Era filla d'un fogoner de locomotores i la seva dona, Anna Maria Armbruster, i els pares li van triar aquest nom inusual inspirant-se en una cançó popular, Ännchen von Tharau. Va deixar l'institut als 17 anys i es va posar a fer les pràctiques treballant de caixera a la companyia elèctrica d'Offenburg. El 1930 va conèixer l'editor Franz Burda, fill de l'impressor Burda, i s'hi va casar. Van tenir tres fills.

## Editora de premsa
Aenne Burda i el seu marit van expandir ben aviat l'empresa familiar cap a les revistes femenines. El 1949, després que el seu matrimoni fracassés, ella va poder fer-se càrrec completament de l'empresa, que tenia aleshores 48 empleats, gairebé totes dones, i un deute de 200.000 marcs. Va incorporar al seu equip una jove Irene Baer, que seria des d'aleshores la seva mà dreta. L'1 d'octubre del mateix any va començar a publicar la revista Favorit, que després, a partir del gener de 1950, seria rebatejada com a Burda Moden, i sortiria amb una tirada de 100.000 exemplars. Es va fer molt popular al mercat després de 1952, quan va començar a incloure fulls de paper amb patrons per a la confecció de roba, basant-se en el concepte de “moda per fer un mateix”, en un moment de postguerra, en què els alemanys no tenien diners per comprar roba, però sí que podien fer-se-la i posar-se al dia. El 1965 Burda Moden venia més d'un milió de còpies, i el 1968 en va vendre 1,5 milions. Va ser la revista de moda amb un tiratge més gran del món.

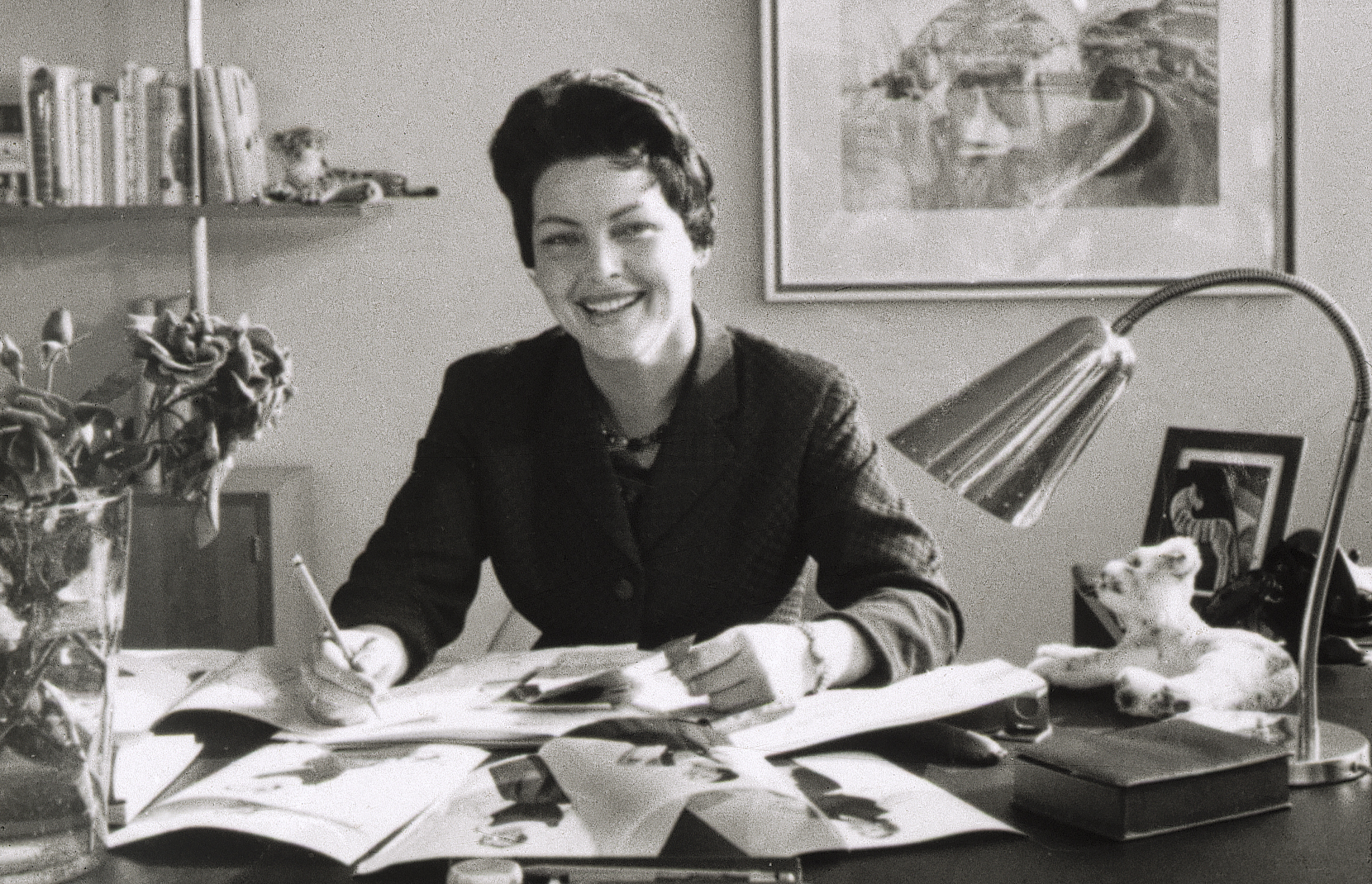
L'empresària Aenne Burda

Van seguir altres títols: Anna de 1974 a 2007, publicat per primera vegada com a Burda Fun a Handicrafts, Burda Carina des de 1977, una revista de moda i estil de vida dirigida a un públic femení més jove, i Verena, de 1986 a 1997.
El 1987 Burda Moden es va convertir en la primera revista occidental que es publicava a la Unió Soviètica, en l'època de la Perestroika. Burda Fashion es publica actualment a 90 països en 16 idiomes diferents.
També havia explorat el monn de la cuina, amb Burda-Kochstudio, i, amb el temps, ja fora de l'àmbit de la moda, les publicacions d'interès general, com Bunte Illustrierte, el setmanari Focus.
Als 85 anys es va retirar de la direcció de l'editorial i va cedir l'empresa als seus tres fills en parts iguals. Frieder i Franz Burda van vendre les seves accions a Hubert Burda, que ja havia assumit la direcció de Burda Moden.

## Reconeixement i memòria
Burda va crear dues fundacions benèfiques, per donar suport a joves acadèmics i a gent gran a la seva ciutat natal d'Offenburg, que ha posat el seu nom a un carrer.

S'han fet diversos reportatges documentals sobre aquesta figura essencial en el boom econòmic alemany. Al 1999 el documental de 45 minuts dirigit per Kathrin Pitterling, Aenne Burda. Mode für Millionen [Aenne Burda. Moda per a milions]. I al 2009 Aenne Burda – Eine Frau erobert die Welt [Aenne Burda - Una dona conquereix el món], escrit i dirigit per Dora Heinze.

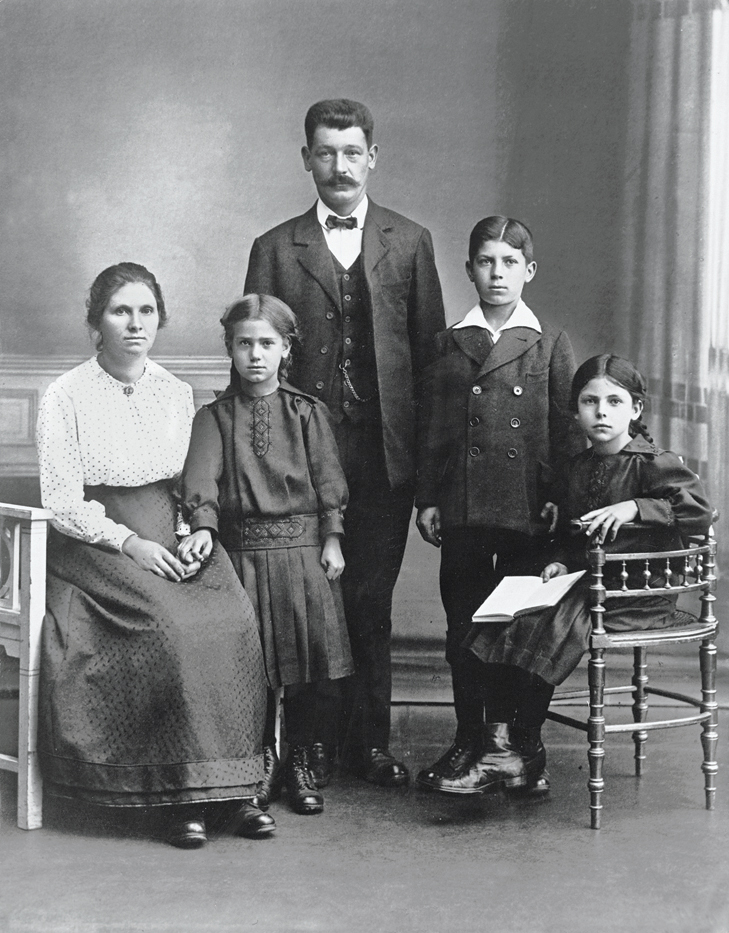
Aenne Burda, a la dreta, amb pares i germans

El 2018 es va estrenar una pel·lícula sobre la seva vida, Aenne Burda: Die Wirtschaftswunderfrau [Aenne Burda: La dona del miracle econòmic], una minisèrie per a televisió dirigida per Francis Meletzky.

## Cites
- "El meu objectiu és reunir modes pràctiques a un preu assequible que puguin portar el major nombre possible de dones".[10]
- "He après a envellir amb un cor jove, conservant així el meu gaudi de la vida, l'alegria de viure".[11]

## Premis[11]

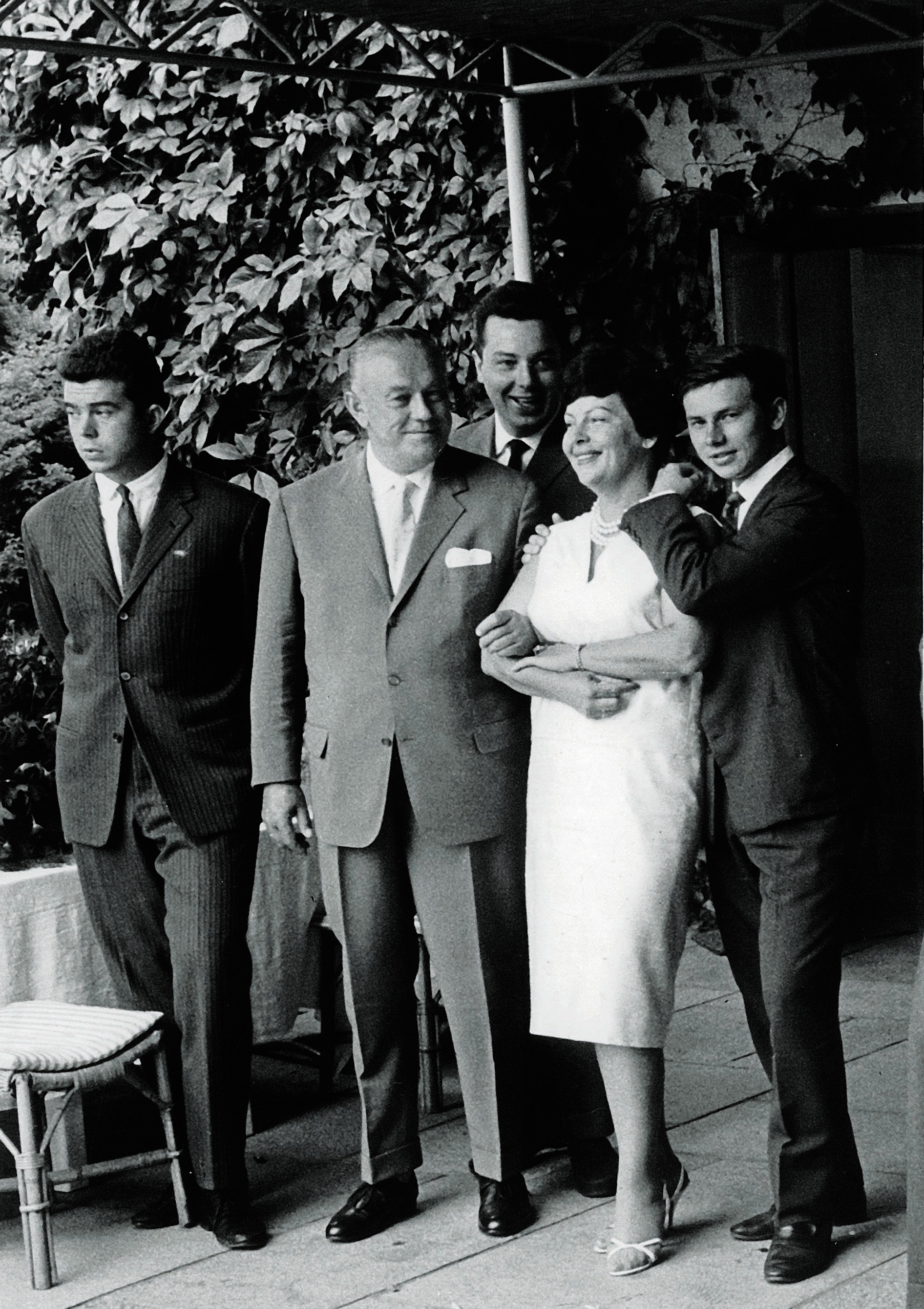
Aenne Burda en el seu 50è aniversari

- 1974 Gran Creu del Mèrit de la República Federal d'Alemanya
- 1979 Anell d'honor d'Offenburg pel seu paper en el desenvolupament econòmic de la ciutat
- 1984 Orde del Mèrit de Baviera
- 1985 Orde del Mèrit de Baden-Württemberg
- 1989 Medalla Jakob Fugger de l'Associació d'Editors de Baviera (la primera vegada que es concedia a una dona)
- 1989 Aenne Burda és nomenada ciutadana honorària de la seva ciutat natal, Offenburg
- 1990 Orde del Mèrit de Karl Valentin
- 1994 Orde del Mèrit d'Or de la província de Salzburg, Àustria
- 2001 Creu de Cavaller Comandant de l'Orde del Mèrit de la República Federal d'Alemanya pels seus èxits excepcionals com a dona de negocis[4]